# Medvědí louka
Medvědí louka (historyczna nazwa niem. Waldried) – szczyt (góra) o wysokości 1111 m n.p.m. (podawana jest też wysokość 1110 m n.p.m. , 1110,0 m n.p.m.  lub 1110,3 m n.p.m. ) w paśmie górskim Wysokiego Jesionika (cz. Hrubý Jeseník), w północno-wschodnich Czechach, w Sudetach Wschodnich, na Śląsku, w obrębie gminy Heřmanovice, oddalony o około 10,2 km na północny wschód od szczytu góry Pradziad (cz. Praděd). Rozległość góry (powierzchnia stoków) szacowana jest na około 2,8 km², a średnie nachylenie wszystkich stoków wynosi około 8°.

## Charakterystyka

### Lokalizacja

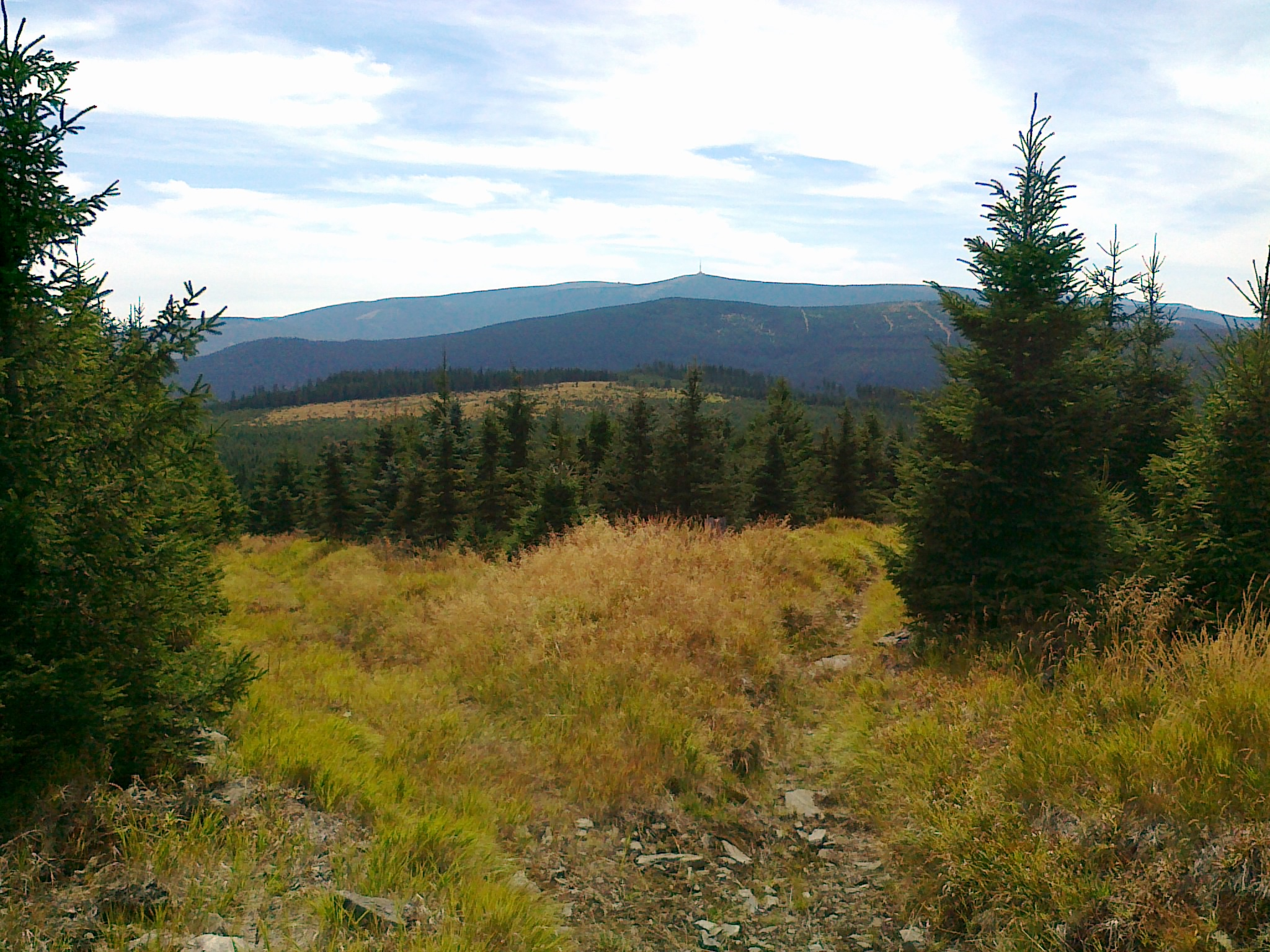
Widok ze ścieżki głównej prowadzącej na szczyt góry Orlík na szczyty gór Pradziad, poniżej Karliny kameny i Černý vrch oraz poniżej Medvědí louka (2015 rok)

Góra Medvědí louka położona jest w północno-wschodnim rejonie całego pasma Wysokiego Jesionik, leżąca w części Wysokiego Jesionika, w północnym obszarze (mikroregionu) o nazwie Masyw Orlíka (cz. Medvědská hornatina), mająca kopulasty kształt części szczytowej. Jest górą trudno rozpoznawalną, ponieważ na wielu mapach nie naniesiono nawet jej nazwy. Orientacyjnie położona jest w pobliżu pary szczytów Orlík – Medvědí vrch, mających podobne wysokości, będących wyższymi szczytami tej części Wysokiego Jesionika. Jest szczytem niewidocznym m.in. z drogi okalającej połać szczytową góry Pradziad (połać szczytowa przysłonięta przez kopułę szczytową góry Černý vrch), a z innego charakterystycznego punktu widokowego – z drogi okalającej szczyt góry Dlouhé stráně również niewidoczny, bo przysłonięty górą Velký Jezerník. Połać szczytowa góry Medvědí louka jest widoczna i rozpoznawalna m.in. ze stoku góry Orlík, Medvědí vrch czy też z połaci szczytowej góry Jelení loučky. 
Górę ograniczają: od zachodu przełęcz o wysokości 1003 m n.p.m. w kierunku szczytu Ostruha–JV, od północnego zachodu i północy dolina potoku o nazwie Šumný potok, od północnego wschodu przełęcz o wysokości 1097 m n.p.m.  w kierunku szczytu Orlík–JV, od wschodu krótki nienazwany potok będący dopływem potoku Bílý potok oraz od południa i południowego zachodu dolina potoku Bílý potok. W otoczeniu góry znajdują się następujące szczyty: od zachodu Ostruha–JV, od północnego zachodu Ostruha, Velké Bradlo i Orlík–Z, od północnego wschodu Orlík i Orlík–JV, od południowego wschodu Medvědí vrch, Kamzičí skála (2) i Javůrka, od południa Karliny kameny oraz od południowego zachodu Jelení loučky i Černý vrch.

### Stoki
W obrębie góry można wyróżnić cztery następujące zasadnicze stoki:
- południowy
- południowo-zachodni
- zachodni
- północno-zachodni o nazwie V říjišti

Wszystkie stoki są zalesione w zdecydowanej większości borem świerkowym, z występującymi polanami, przecinkami, znacznymi ogołoceniami i przerzedzeniami. Wszystkie stoki charakteryzują się znaczną zmiennością wysokości zalesienia. Na stokach brak jest grup skalnych czy też większych pojedynczych skalisk.
Stoki mają stosunkowo jednolite, łagodne i mało zróżnicowane nachylenia. Średnie nachylenie stoków waha się bowiem od 5° (stok północno-zachodni) do 9° (stok południowy). Średnie nachylenie wszystkich stoków góry (średnia ważona nachyleń stoków) wynosi około 8°. Maksymalne średnie nachylenie stoku południowego w pobliżu nienazwanego potoku, będącego dopływem potoku Bílý potok, na wysokościach około 950 m n.p.m., na odcinku 50 m nie przekracza 25°. Stoki pokryte są siecią dróg (m.in. Bělopotocká cesta, Cesta Svobody czy Solná cesta) oraz na ogół nieoznakowanych ścieżek i duktów. Przemierzając je zaleca się korzystanie ze szczegółowych map, z uwagi na zawiłości ich przebiegu, zalesienie oraz zorientowanie w terenie.

### Szczyt

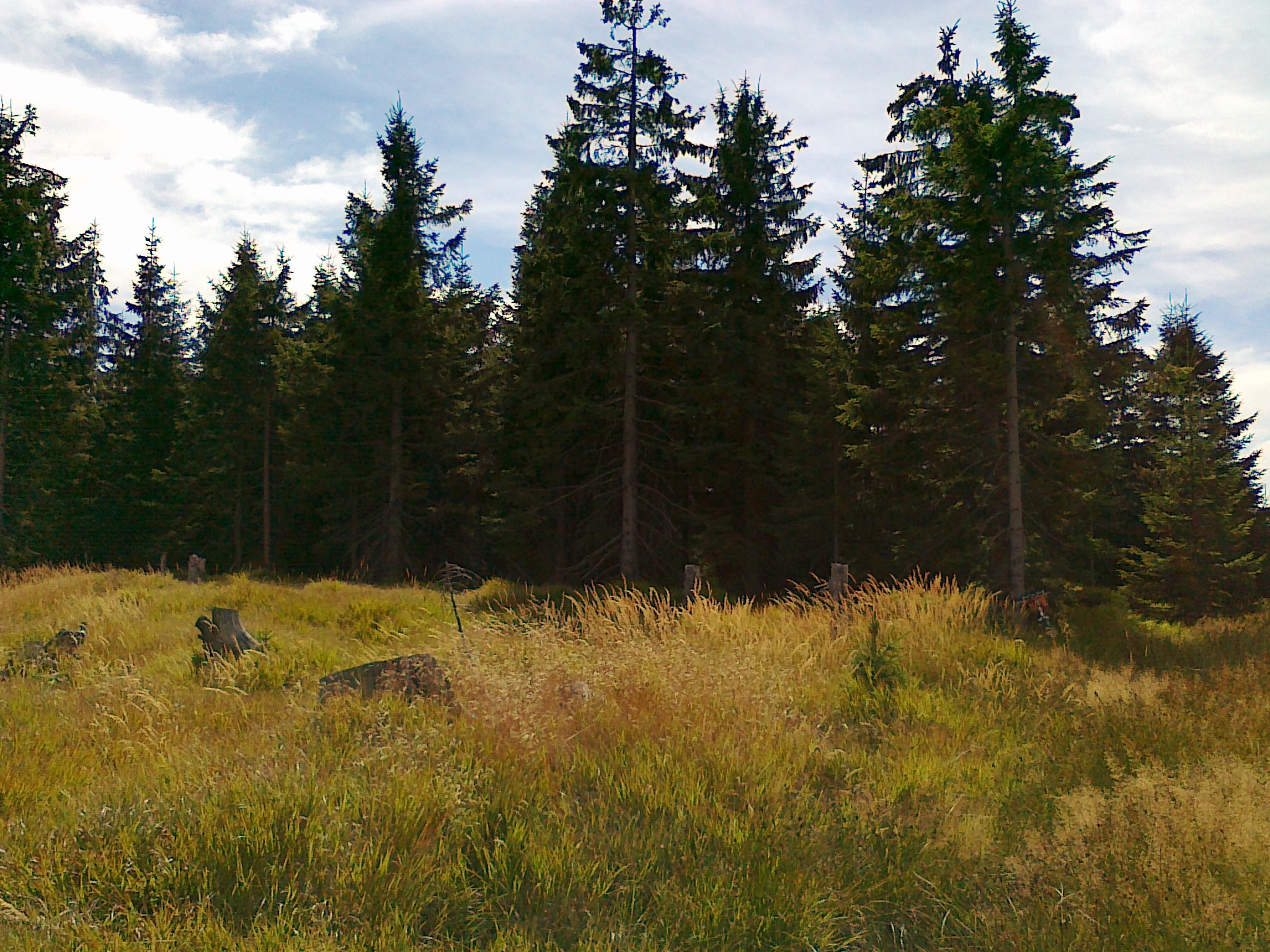
Widok w kierunku szczytu góry Medvědí louka (2015 rok)

Medvědí louka jest szczytem pojedynczym. Na szczyt nie prowadzi żaden znakowany szlak turystyczny. Połać szczytowa jest znaczną, kilkudziecięciohektarową polaną o przybliżonych wymiarach (600 × 400) m, pokrytą trawą wysokogórską oraz pniakami i spróchniałymi kikutami drzew. Z połaci tej, która jest punktem widokowym roztaczają się perspektywy w kierunku górujących szczytów Orlík, Orlik–JV i Medvědí vrch. Ponadto na połaci szczytowej służby leśne ustawiły trzy zbliżone kształtem do prostokątów odgrodzone areały, widoczne m.in. na zdjęciach lotniczych. Szczyt znajduje się wśród zalesienia borem świerkowym, pokryty częściowo trawą wysokogórską. Z uwagi na zalesienie nie jest on punktem widokowym. Na połaci szczytowej znajduje się punkt geodezyjny, oznaczony na mapach geodezyjnych numerem (28.), o wysokości 1110,26 m n.p.m. oraz współrzędnych geograficznych (50°09′54,69″N 17°17′33,46″E/50,165192 17,292628), który z uwagi na wysoką trawę jest trudny do odnalezienia, oddalony o około 50 m na północ od szczytu. Państwowy urząd geodezyjny o nazwie (cz. Český úřad zeměměřický a katastrální (CÚZK)) w Pradze podaje jako najwyższy punkt góry – szczyt – o wysokości 1111,2 m n.p.m. i współrzędnych geograficznych (50°09′53,1″N 17°17′33,4″E/50,164750 17,292611). 
Dojście do szczytu następuje z drogi Solná cesta oraz zielonego szlaku turystycznego . Idąc ze skrzyżowania turystycznego o nazwie (cz. Pásmo Orlíka) w stronę przystanku turystycznego o nazwie (cz. Solná chata) należy przejść odcinek o długości około 900 m, a następnie skręcić w lewo w drogę, biegnącą w przecince, którą z kolei należy przejść odcinek o długości około 550 m dochodząc do połaci szczytowej .

### Geologia
Pod względem geologicznym masyw góry Medvědí louka należy do jednostki określanej jako kopuła Desny i zbudowany jest ze skał metamorficznych, głównie: blasto-mylonitów (biotytów, chlorytów i muskowitów), skał magmowych, głównie meta-granitoidów oraz skał osadowych, głównie: meta-aleurytów.

### Wody
Grzbiet główny (grzebień) góry Pradziad, biegnący od przełęczy Skřítek do przełęczy Červenohorské sedlo oraz dalej do przełęczy Ramzovskiej (cz. Ramzovské sedlo) jest częścią granicy Wielkiego Europejskiego Działu Wodnego, dzielącej zlewiska Morza Bałtyckiego i Morza Czarnego . 
Szczyt wraz ze stokami góry Medvědí louka położony jest na północny wschód od tej granicy, należy więc do zlewni Morza Bałtyckiego, do którego płyną wody m.in. z dorzecza rzeki Odry, będącej przedłużeniem płynących z tej części Wysokiego Jesionika górskich potoków (m.in. płynących w pobliżu góry potoków o nazwie Šumný potok czy Bílý potok). Ze stoku zachodniego bierze swój początek Bílý potok, natomiast ze stoku południowego biorą swój początek krótkie, nienazwane potoki, będące dopływami potoku Bílý potok. Ponadto na stoku południowym koło płynących nienazwanych potoków, na wysokościach około 920 m n.p.m. występuje niewielki obszar bagienny. Z uwagi na stosunkowo łagodne nachylenia stoków, w obrębie góry nie występują m.in. wodospady czy kaskady.

## Ochrona przyrody
Cała góra znajduje się w obrębie wydzielonego obszaru objętego ochroną o nazwie Obszar Chronionego Krajobrazu Jesioniki (cz. Chráněná krajinná oblast (CHKO) Jeseníky), a utworzonego w celu ochrony utworów skalnych, ziemnych i roślinnych oraz rzadkich gatunków zwierząt. Na stokach nie utworzono żadnych rezerwatów przyrody lub innych obiektów nazwanych pomnikami przyrody. Ponadto na obszarze góry nie wytyczono żadnych ścieżek dydaktycznych. Warto dodać, że do końca XVIII wieku góra oraz jej okolice były siedliskiem niedźwiedzia brunatnego.

## Turystyka

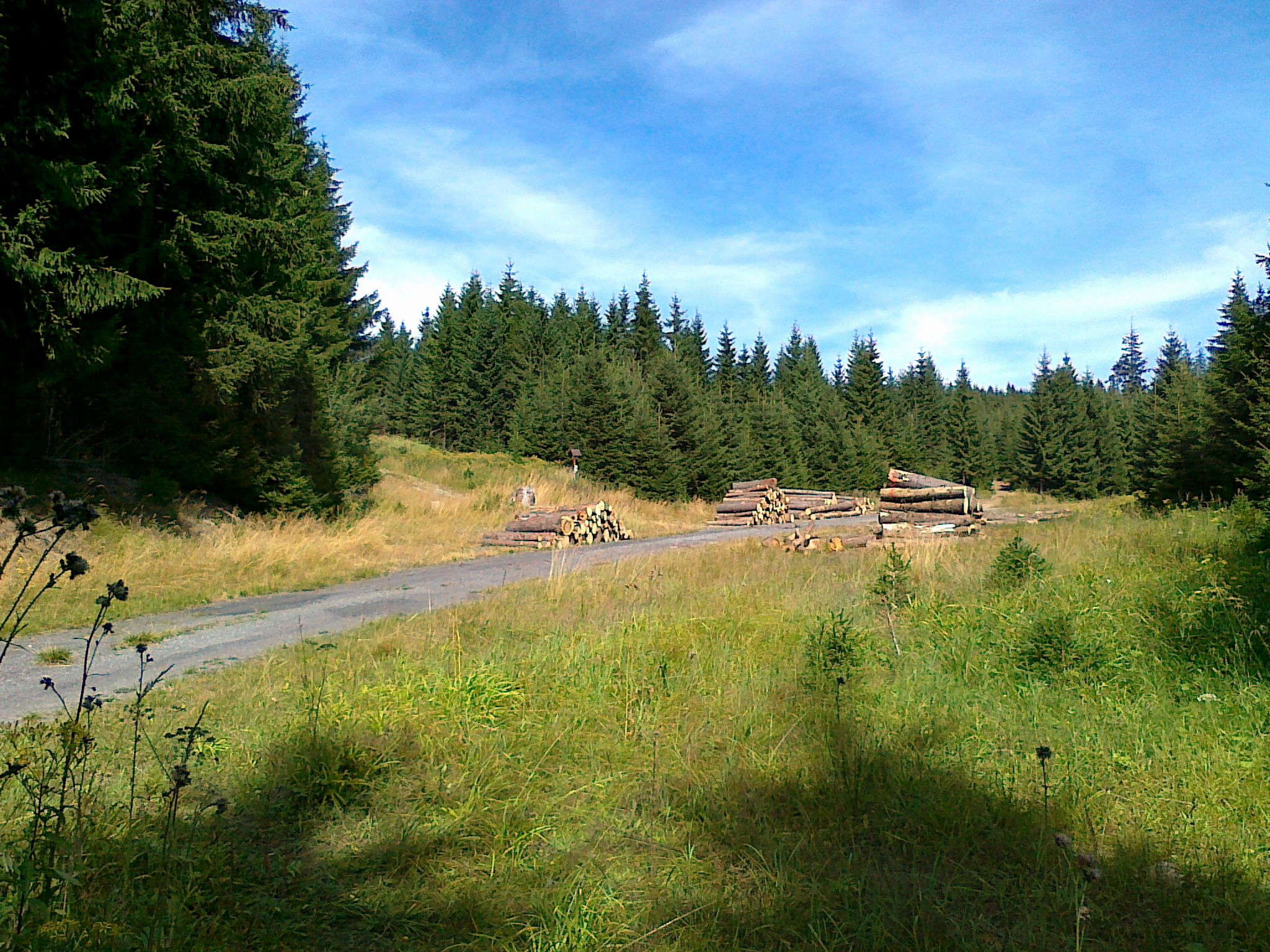
Widok na skrzyżowanie turystyczne o nazwie Pásmo Orlíka (2015 rok)

Na górze Medvědí louka nie ma żadnego schroniska turystycznego lub hotelu górskiego. Do najbliższej miejscowości Bělá pod Pradědem z bazą hoteli i pensjonatów jest od szczytu około 7 km w kierunku zachodnim. Natomiast do osady Rejvíz z bazą pensjonatów jest od szczytu około 7,5 km w kierunku północnym oraz do miejscowości Vrbno pod Pradědem również około 7,5 km w kierunku południowo-wschodnim. 
Kluczowym punktem turystycznym jest oddalone o około 870 m na zachód od szczytu skrzyżowanie turystyczne (cz. Pásmo Orlíka) z podaną na tablicy informacyjnej wysokością 1005 m, przy którym postawiono wiatę turystyczną oraz przez które przechodzą szlaki turystyczne, szlaki rowerowe oraz trasy narciarstwa biegowego.

### Chaty łowieckie
Na stokach góry położone są dwie chaty, ale nie mają one charakteru typowych schronisk turystycznych, a które zalicza się do tzw. chat łowieckich. Dojście do nich następuje nieoznakowanymi ścieżkami przy użyciu szczegółowych map.
| Chaty na stokach góry Medvědí louka |                    |                          |                                                                   |                                               |
| Lp.                                 | Chata              | Odległość od szczytu m   | Lokalizacja                                                       | Współrzędne geograficzne                      |
| 1                                   | Dykova chata       | 1450 na południe         | podnóże stoku południowego, blisko niebieskiego szlaku rowerowego | 50°09′06,6″N 17°17′39,1″E/50,151833 17,294194 |
| 2                                   | Ztracená chata (1) | 870 na południowy zachód | stok południowo-zachodni                                          | 50°09′30,2″N 17°17′08,7″E/50,158389 17,285750 |

### Szlaki turystyczne
Klub Czeskich Turystów (cz. Klub Českých Turistů) wytyczył w obrębie góry dwa szlaki turystyczne na trasach:
 Rejvíz – narodowy rezerwat przyrody Rejvíz – góra Přední Jestřábí – góra Přední Jestřábí–JZ – szczyt Kazatelny–SV – szczyt Kazatelny – przełęcz Kristovo loučení – góra Medvědí louka – góra Ostruha–JV – góra Jelení loučky – góra Děrná – góra Ztracený vrch – góra Lysý vrch – góra Osikový vrch – przełęcz Videlské sedlo – góra Malý Děd – schronisko Švýcárna
 Vrbno pod Pradědem – góra Pytlák – Kamzičí skála (2) – góra Medvědí vrch – góra Medvědí louka – dolina potoku Šumný potok – Adolfovice

### Szlaki rowerowe i trasy narciarskie
Przez stoki góry poprowadzono dwa szlaki rowerowe na trasach:
 Videlské sedlo – góra Osikový vrch – góra Lysý vrch – góra Ztracený vrch – góra Děrná – Ostruha–JV – góra Ostruha – góra Medvědí louka – przełęcz Kristovo loučení – przełęcz Prameny Opavice – góra Příčný vrch – góra Lysý vrch – Zlaté Hory
 Bílý Potok – góra Javůrka – góra Medvědí louka – Pod Orlíkem (potok)
W okresach ośnieżenia wzdłuż szlaków rowerowych przebiegają trasy narciarstwa biegowego. W obrębie góry nie poprowadzono żadnej trasy narciarstwa zjazdowego.